# Mesoligia cinerascens
Mesoligia cinerascens là một loài bướm đêm trong họ Noctuidae.